# Laxton's Victory
Laxton's Victory es una  variedad cultivar de manzano (Malus domestica). 
Un híbrido del cruce de Cox's Orange Pippin x Exquisite. Criado en Bedford por "Laxton Bros. Ltd.", en 1926 e introducido por ellos en 1945. Las frutas tienen una pulpa fina y crujiente con un sabor dulce y aromático.

## Historia
'Laxton's Victory' es una variedad de manzana, híbrido del cruce de Cox's Orange Pippin x Exquisite. Desarrollado y criado a partir de 'Cox's Orange Pippin' mediante una polinización por la variedad 'Exquisite', por "Laxton Bros. Ltd." Bedford, Inglaterra, (Reino Unido) a principios del siglo XX en 1926 e introducido por ellos en el mercado en 1945.
'Laxton's Victory' se cultiva en la National Fruit Collection con el número de accesión: 1945-043 y Accession name: Laxton's Victory.

## Características
'Laxton's Victory' árbol de extensión erguida, de vigor moderadamente vigoroso, portador de espuela. Tiene un tiempo de floración que comienza a partir del 6 de mayo con el 10% de floración, para el 11 de mayo tiene una floración completa (80%), y para el 16 de mayo tiene un 90% caída de pétalos.
'Laxton's Victory' tiene una talla de fruto medio; forma amplia cónica globosa, altura 54,50 mm y anchura 64,00 mm; nervaduras débil; color de fondo verde amarillo, con un sobre color lavado de rojo casi naranja, importancia del sobre color bajo, y patrón del sobre color rayas rojas más oscuras en la zona expuesta al sol, "russeting" (pardeamiento áspero superficial que presentan algunas variedades) ausente o muy bajo; la piel tiende a ser lisa se vuelve grasienta en la madurez; carne es de color crema, de grano fino y crujiente. Pulpa jugosa, húmeda y aromática. Muy sabroso.
Su tiempo de recogida de cosecha se inicia a principios de septiembre. Presenta vecería. Se mantiene bien dos meses en cámara frigorífica.

## Usos
Una buena manzana de uso de postre fresca en mesa.

## Ploidismo
Diploide, auto estéril. Grupo de polinización: C, Día 11.